# Megalomya emeishanensis
Megalomya emeishanensis är en stekelart som beskrevs av He 1991. Megalomya emeishanensis ingår i släktet Megalomya och familjen brokparasitsteklar. Inga underarter finns listade i Catalogue of Life.